# Дембовце
Дембовце (пол. Dębowce) — село в Польщі, у гміні Мрози Мінського повіту Мазовецького воєводства.
Населення — 194 особи (2011).
У 1975-1998 роках село належало до Седлецького воєводства.

## Демографія
Демографічна структура станом на 31 березня 2011 року:
|          | Загалом | Допрацездатний вік | Працездатний вік | Постпрацездатний вік |
| -------- | ------- | ------------------ | ---------------- | -------------------- |
| Чоловіки | 98      | 23                 | 59               | 16                   |
| Жінки    | 96      | 14                 | 42               | 40                   |
| Разом    | 194     | 37                 | 101              | 56                   |